# Давыдов, Михаил Прокопьевич
Михаил Прокопьевич Давыдов (1908—1983) — руководитель организаций по строительству угольных шахт, лауреат Ленинской премии.
Родился на Урале. В 1920-е годы работал слесарем на шахте, служил в погранвойсках. Член ВКП(б) с 1937 года.
С 1939 года начальник управления строительства шахт на Урале. В 1940—1945 управляющий всесоюзным трестом «Кузбассшахтострой» (Новосибирск, с 1941 г. Киселёвск). В 1945—1946 управляющий трестом «Кемеровошахтострой».
В 1946—1947 начальник треста «Сталиношахтовосстановление», руководил работами по восстановлению 49 шахт и рабочих поселков.
С 1947 года начальник главка «Главкарагандашахтострой», член коллегии Министерства строительства топливных предприятий СССР.
В 1951 году заочно окончил Донецкий индустриальный институт.
В 1954—1957 начальник комбината «Сталиношахтострой» (Донбасс). В 1957—1960 начальник комбината «Донецкшахтострой». Руководил строительством и реконструкцией 118 шахт в Западном Донбассе.
В 1960—1962 годах заместитель председателя Карагандинского совнархоза по капитальному строительству.
Лауреат Ленинской премии 1957 года.
Награждён орденом Ленина, двумя орденами Трудового Красного Знамени, двумя орденами «Знак Почёта», медалями, знаком «Шахтерская слава».

## Сочинения
- 150 м готового вертикального ствола в месяц (Опыт проходки вентиляционного ствола шахты "Буденовская-Восточная") / М. П. Давыдов, Ю. З. Заславский, А. А. Тюркян ; М-во угольной пром-сти СССР. Техн. упр. Центр. ин-т техн. информации. - Москва, 1954.
- Скоростная проходка вертикальных стволов / М. П. Давыдов, А. С. Зори. - Киев: Гостехиздат УССР, 1955.